# 胡毋班
胡毋班（？—190年），字季友，兗州泰山郡奉高縣（今山東省泰安市）人。東漢八廚之一。西晉名士胡毋輔之的高祖父，胡毋原的曾祖父。

## 生平
初平元年（公元190年），董卓派大鴻臚韓融、少府陰修、時任執金吾的胡毋班、將作大匠吳修、越騎校尉王瑰去招撫關東諸將，想與袁紹等人議和。胡毋班、吳修、王瑰到達河內後，袁紹不接受遊說，派遣王匡收押他們進牢獄，準備處刑。胡毋班是王匡的妹夫，在獄中寄書給王匡，並在書信中批判王匡，同時請託王匡在自己死後，要多照顧遺留的二位兒子。王匡讀完胡毋班的書信後，抱起胡毋班的二位兒子痛哭。其後胡毋班與吳修、王瑰等人被殺，袁術也殺了陰修，只有韓融因德高望重倖免於難。
度尚、張邈、王孝、劉儒、胡毋班、秦周、蕃向、王章八人，人稱八廚，即能不惜家財，救助有難的人。

## 佚事
《搜神記》記載胡毋班曾遇泰山府君及其亡父，由於其亡父經常召見胡毋家之子孫，陰陽相隔，令其家族後裔早夭。經府君勸說後，才得已留後。
| 東漢八廚 | 张邈 · 度尚 · 王考 · 劉儒 · 秦周 · 蕃向 · 王章 · 胡毋班 |